# Woody Herman
Woodrow "Woody" Charles Herman (16. maj 1913 i Milwaukee, Wisconsin, USA – 29. oktober 1987 i Hollywood, Californien, USA) var en amerikansk klarinettist, saxofonist og bandleder.
Herman er nok mest kendt for sit Woody Herman and the Herd, et bigband han ledede det meste af sit liv. 
Dette orkester havde sin storhedstid i 1930'erne og 1940'erne, men formåede at følge med tiden, og skifte stil op igennem 1950'erne, 1960'erne, 1970'erne og op i 1980'erne.